# Сибирский вестник (Томск)
«Сиби́рский ве́стник» (Сибирскій Вѣстникъ) — газета, выходившая в Томске с 1885 по 1906 годы с периодичностью: в 1885 году 1 раз в неделю, в 1886 году - 2-3 раза в неделю, в 1887-1894 - 3 раза в неделю с частыми приложениями, в 1895 году выходы номеров и приложений стали ежедневными, кроме послепраздничных дней, с 1896 года - выходы номеров, не считая приложений стали ежедневными, кроме послепраздничных дней.
Полное официальное наименование издания: 

«Сибирский вестник политики, литературы и общественной жизни. Орган русских людей».

## История
Наиболее глубокое исследование фактов истории газеты провела томский краевед, которая представила свои результаты в издании: 

Т. Г. Бурматова. Газета «Сибирский вестник» в Томске // Материалы годового отчёта клуба «Старый Томск» за 2010 год. — Томск, 2010. 

Первый выпуск томской газеты состоялся 16 мая 1885 года.
Этому предшествовали следующие события. В 1880 году в Томске появился столичный дворянин и адвокат, издатель и журналист Евгений Валентинович Корш (1852—1913), человек с солидными, разносторонними познаниями, бывший присяжный поверенный. В 1877—1878 гг. он издавал в российской столице газету «Северный вестник», которая была закрыта цензурой за публикацию революционных материалов радикальных народовольцев. В 1880 году Е. Корш был выслан в Сибирь как ссыльный за уголовное дело — подлог и подделку векселей. Тем не менее в Томске он нашёл работу в Губернской контрольной палате и Губернском статистическом комитете. В 1881—1882 гг. входил в состав редакции «Сибирской газеты». Евгений Корш находился в хороших отношениях с томским губернатором В. И. Мерцаловым, который предложил опальному столичному деятелю заняться редактированием «неофициального отдела» газеты «Томские губернские ведомости».
В 1885 году Евгений Корш убедил томского адвоката В. П. Картамышева издавать газету с либеральным уклоном и вниманием к обсуждавшимся в обществе темам законов по местному самоуправлению. В. П. Картамышев согласился быть издателем и официальным редактором. Однако в дальнейшем, начиная с № 87 (1886) руководителями газеты стали жена Картамышева — М. Ф. Картамышева и бывший ссыльный каракозовец Максимилиан Загибалов, официальным редактором стал Г. В. Прейсман. Однако фактическим редактором был адвокат Е. В. Корш, который вновь связался с революционерами, состоял в дружбе с ссыльным Александром Кропоткиным. Трудолюбивый, способный, преданный газетному делу, Е. Корш был необходим «Сибирской газете» и «Сибирского вестника». Большинство сотрудников были незнакомы с техникой газетного дела, и Корш являлся их учителем. Он быстро воспринимал взгляды окружающих и умело приводил их в газете. Истинной причиной ухода Корша из «Сибирской газеты» была публичность нанесённого ему оскорбления и нежелание большинства сибирских журналистов терпеть в своей среде представителей уголовного элемента.
В редакцию газеты входили ссыльный, бывший директор московского ссудного банка П. М. Полянский, горный инженер А. О. Станиславский, адвокат В. М. Долгоруков, народник А. А. Дробыш-Дробышевский, М.Н. Загибалов.
Присяжный поверенный В.П. Картамышев прибыл в Томск в 1881 году. Василий Петрович Картамышев родился в Харьковской губернии. Закончил в 1873 году юридический факультет Московского университета, работал присяжным поверенным и мировым судьей. В Томске имел свой фотосалон в доме Иванова на ул. Почтамтской. В мае 1890 года В. Картамышев познакомился с А. П. Чеховым, остановившемся в Томске по дороге на Сахалин. Чехов в своём письме А. С. Суворину написал о нём: «…Сегодня обедал с редактором „Сибирского Вестника“ К.. Местный Ноздрёв, широкая натура…».
В Томске Василий Картамышев быстро приобрёл обширный круг знакомств с сблизился с Е. Коршем. В 1885 году удачно проведённое дело по утверждению в правах наследства родственника миллионера Хамитова в Иркутске дало возможность Василию Петровичу сразу заработать крупную сумму, около 40 тысяч рублей. Это позволило ему начать в содружестве с Евгением Коршем начать выпускать газету «Сибирский вестник».
Редакция нового еженедельника сначала размещалась в помещении фотографии, принадлежавшей В. Картамышеву. Здесь же принималась и подписка на газету. Чуть позднее редакция газеты переехала на Спасскую улицу в дом М. Ф. Картамышевой (жены В. П. Картамышева). В делах газеты В. Картамышев принимал в основном административное участие, а также писал некоторые статьи и обзорные материалы (в частности, о необходимости Томской железной дороги). Умер В. П. Картамышев в 1894 году, похоронен на кладбище Богородице-Алексеевского мужского монастыря. С 6 октября 1894 года редакция и контора «Сибирского вестника» переводится в дом П. В. Болотова на улице Дворянской, 46 (ныне это улица Гагарина), напротив Архиерейского дома.
В 1885 году газета «Сибирский вестник» выходила еженедельно, с начала 1886 года — с периодичностью 2 раза в неделю. Начиная с № 89 и затем до своего закрытия газета выходила ежедневно.
В первый год (1885) тираж газеты был чуть менее 500 экземпляров. В 1887 году тираж, благодаря устойчивой подписке на газету, составил 1282 экземпляров, в 1888—1537, в 1889—1788 экземпляров. В последующее время тираж составлял около 3 000 экземпляров.
Появление на сибирском рынке новой газеты вызвало конкуренцию между «Сибирским вестником» и «Сибирской газетой». На появление «Сибирского вестника»
сразу откликнулись неодобрительно «Сибирская газета» и «Сибирь». В «Сибирской газете» писали: «Есть ли необходимость в новом органе печати, когда у всех трёх существующих газет едва набирается около 3 тысяч подписчиков, когда громадное большинство сибирского населения выписывает иллюстрированные издания?». Макушин и Крутовский в сердцах называли «Сибирский вестник» сибирской рептилией, то есть как пресмыкающейся пред властью.
С момента появления «Сибирского вестника» не прекращалась полемика между изданиями в поисках аудитории, своего читателя и подписчика. Публичные выяснения точек зрения между «Сибирским вестником» и «Сибирской газетой» шли по таким темам: роль издания в регионе; отношение к Сибирскому областничеству; личная неприязнь как публичный приём формирования у читателя имиджа газеты. Одним из проявлений неприязни стала публикация в газете «Сибирь» (1887, № 14-15, город Иркутск): «Мы охотно верим, что „Сибирский вестник“ — клика уголовных подонков русского общества».
Не менее беспардонно повела полемику с редакцией газеты столичное либеральное издание «Восточное обозрение», редактируемое Н. Ядринцевым.
Развёртывалась на страницах этих газет полемика по поводу необходимости строительства Сибирской железной дороги. В частности, Н. Ядринцевым был откровенно против этой постройки (см. публикацию в «Восточном обозрении»), считая, что это очень дорого. «Сибирский вестник», наоборот, рассказывал о пользе этой железной дороги для экономики и социального развития края.
На нападки «Сибирской газеты» В. П. Картамышев отвечал: «Никаких документальных обязательств газета не осознает, кроме спокойного, умелого и серьёзного пользования предоставленным ей правом публичного слова».
Не смотря на разность политических позиций, томские газеты всегда в той или иной мере склонялись к симпатиям революционных идеологий. Руководимый умелой рукой Евгения Корша «Сибирский вестник» пытается быть осведомлённым и литературным, проявлял либеральный характер. При этом на страницах газеты публиковалось множество местных новостийных материалов, в том числе из сёл губернии, письма и корреспонденции из различных мест Сибири. Здесь же были представлены театральные рецензии, публицистические статьи о российской жизни. В целом современники оценивали стиль издания как прогрессистский и либеральный.
За чрезмерное вольнодумие публикуемых материалов в 1888 году газета «Сибирский вестник» была приостановлена на 4 месяца. Также неоднократно официальный редактор газеты подвергался судебным преследованиям за публикацию тех или иных материалов, которые губернский цензор определял как политически неприемлемые. В октябре 1893 года В. П. Картамышев был подвергнут по суду к заключению на 8 месяцев в тюрьме.
В 1893, 1894, 1896, 1897 годах газета формировала общественное мнение о развитии и повышении доступности уездных общественных библиотек, в частности, в 1894 году после публикаций газеты было отменено решение о повышении платы за чтение книг в Ачинской общественной библиотеке.
С 20 июля 1902 года редакция газеты помещается в доме городского купца Г. Ф. Флеера по Набережной реки Ушайки, а 15 ноября 1902 года «Сибирский вестник» переезжает в новое здание купчихи Н. И. Орловой на Ямском переулке, рядом с городской управой (ныне переулок Нахановича).
Кружок томской интеллигенции приобретает принадлежавшие в то время права на газету у Г. Ф. Флеера и с 1 июля 1903 года «Сибирский вестник» вступает в новую фазу своей жизни. Газета принимает строго идейный характер.
В канун российских социальных потрясений, в 1903 году издание перешло в руки известного городского общественного деятеля А. А. Грацианова и в ней приняли активное участие  С. П. Швецов, А. Н. Шипицин, М.Н. Загибалов. Главным руководителем становится С. П. Швецов. Наиболее известные сотрудники: С. П. Швецов, Г.Н. Потанин, П. В. Вологодский, профессор М. А. Рейснер. В редакции народники мирно уживались с чистыми областниками и даже с марксистами.
В это время газета возвысилась до идейного руководства губернским общественным мнением. Многих прежних сотрудников уже не было в Томске. Не было С. П. Швецова, покинули Томск Шипицын и Вологодский. Пришли Вознесенский, Синегуб и Бычков из «Сибирской жизни». За эти последние месяцы своего существования «Сибирский вестник» принимает более яркое народническое направление, не теряя связи с областничеством. Вознесенский от имени редакции предлагает Г.Н. Потанину располагать страницами газеты для пропаганды идей областничества. Это способствовало и то, что с 20 марта 1905 года издателем газеты стал М.Н. Загибалов.
Наиболее яркими моментами в жизни «Сибирского вестника» стали 16 ноября 1905 года, когда в № 231 была помещена статья «К суду», обвинявшая губернатора В. Н. Азанчев-Азанчевского в содействии Томскому погрому. Не меньше наделало шума и знаменитое «Письмо пастыря», подписанное «Сельский священник», помещенное в № 233 от 17 ноября 1905 года.
После этих статей «Сибирский вестник» был закрыт «за антиправительственный характер некоторых публикаций».
Последний выпуск газеты состоялся 30 декабря 1905 года. Попытка возродить издание под другим наименованием «Вестник Сибири» была неудачной. В январе 1906 года вышел только один номер «Вестника Сибири», который был сразу конфискован жандармами, а редактор Баев заключён под стражу. Владелец типографии Орлов впредь отказался печатать газету.

## Второе появление газеты
В годы Гражданской войны, на территории освобождённой от диктатуры большевиков Сибири, центральным официальным печатным органом являлась газета «Сибирский вестник», — орган Сибирского Временного правительства, выходившая уже не в Томске, а в Омске в период с августа по ноябрь 1918 года. В дальнейшем, с приходом к власти А. В. Колчака, «Сибирский вестник» был закрыт, вместо него стала выпускаться официальная газета «Правительственный вестник» (Омск).

## Содержание публикаций
(текст приводится по материалам публикации 

Т. Г. Бурматова. Газета «Сибирский вестник» в Томске // Материалы годового отчёта клуба «Старый Томск» за 2010 год. — Томск, 2010.).

На первой полосе газеты печатались статьи по актуальным экономическим и политическим вопросам, злободневные статьи, велась полемика с другими газетами. Публиковались телеграммы Северного телеграфного агентства, а с 1902 года — Российского телеграфного агентства.
В газете были представлены множество местных материалов, хроника городской жизни, корреспонденции из других населённых мест Сибири, различных сёл волостей Томской губернии, театральные и книжные рецензии, материалы о российской жизни.
Рубрика «Текущие заметки» содержала краткие сведения о выдающихся мероприятиях и проектах правительства и органов местной власти. Раздел «Местная хроника» представлял краткую информацию о городских происшествиях, о различных явлениях местной жизни. Здесь же шла судебная хроника, корреспонденции из других населённых мест Томской губернии, отчёты о заседаниях городской думы, бюджет города Томска.
Кроме местной хроники в газете были рубрики «Внутренняя хроника» и «Заграничная хроника» о событиях в России и за границей. Во «Внутренней хронике» также печатались новые узаконения правительства, касающиеся сибирского региона. В «Справочных сведениях» отражались торги, цены на томском рынке, займы и выигрыши по ним, метеорологические наблюдения, репертуар томских театров.
В рубрике «Сибирская старина» рассказывалось об истории Сибири, первых казаках, истории отдельных сибирских городов (например, г. Кузнецка), о заселении Сибири в первую половину царствования Екатерины II.
Раздел «Мысли вслух» — это взгляд на явления русской общественной жизни вообще и сибирской, в частности. Позднее этот раздел был заменён другим — «Между прочим», где печатались анекдоты, размышления, курьёзные случаи.
Рубрика «Театр и музыка» представляла вниманию читателей рецензии и отчёты о спектаклях, концертах и других культурных мероприятиях, проходивших в Томске.
О выдающихся событиях в России и за рубежом, описанных в других периодических изданиях, давал представление раздел «Среди газет и журналов». Раздел «Сибирская печать» — о том, что пишут другие томские газеты и, опять же, полемика с ними.
В 1880-е годы (1885—1888) была также рубрика «Научные беседы» с научно-популярными статьями, например о наследственности, о солнечном затмении и другие.
Много места на страницах газеты занимал раздел "Фельетон «Сибирского вестника», в котором публиковались не только фельетоны, но и повести, рассказы, очерки, стихотворения, обозрения ежемесячных журналов, а по воскресеньям — фельетон из местной жизни «Чем мы живы». Подборка традиционно состояла из отдельных сюжетов, отделённых друг от друга звездочками. Автором подборок «Чем мы живы» зачастую был сам В. П. Картамышев, подписывавшийся псевдонимами Щукин, За Щукина, Вин.
Регулярно публиковались стихи В. А. Долгорукова (под псевдонимом «Всеволод Сибирский», Михаила Цейнера, М. Овсянникова.
С 1890 года к некоторым номерам газеты печатается дополнительный лист «Прибавление», где содержится информация, не вошедшая в основной номер газеты.
В каждом номере газеты печаталось краткое содержание, а также различная реклама и объявления. В 1885—1887 гг. во многих номерах газеты публикуется рекламное объявление самого В. П. Картамышева: «Действительный студент Василий Петрович Картамышев (Томск, ул. Спасская, дом Картамышевой) принимает на себя ведение уголовных и гражданских дел, а равно устную публичную защиту их дел». С 1902 года объём рекламной информации резко увеличился, она публиковалась и на первой, и на последней полосах газеты.
«Сибирский вестник» вынуждал томские издания в газетной полемике учиться культуре и понимать, на каких позициях они стоят. Местные издания через полемику быстро преодолели путь к пониманию одной из основных задач местной прессы: быть в центре общественной жизни.